# Буддха Лоетла Нафалай (Рама II)
Буддха Лоетла Нафалай (Рама II) (тай. พระพุทธ เลิศหล้า นภาลัย, Пхрапхут Летла Напхалай, нар. 24 лютого 1767, Сіам — 21 липня 1824, Бангкок, Сіам) — 2-й монарх династії Чакрі, що правив у 1809-1824. 
Його правління було значною мірою мирним, позбавленим тих конфліктів, з которими довелося зіткнутися його предкам. Його правління було відомо як «Золота Доба Літератури», оскільки Буддха Лоетла Нафалай був патроном багатьом поетам, та й сам король був відомим поетом та художником.

## Літературна діяльність
Вважається автором ряду драм для театру лаконнай («внутрішній театр»), включаючи «Інао» та «Рамакієн» (завершені в 1820), хоча поеми на відповідні сюжети існували та раніше. Також він ввів в ужиток двору уявлення лаконнока («зовнішнього театру», чи театру простолюду), для якого написав шість п'єс на теми зі збірки «50 джатак». Його твори включають: «Чайчет» (1814), «Каві» (1815), «Край Тонг» (1816), «Маніпічай» (1818), «Сонгтонг» (1818), «Сангсінчай» (1821).
Разом з Сунтоном Пу, Прая Транг і Кру Мі король був автором та основним редактором поеми «Сепа про Кун Чанге і Кун Пена». Крім того, Рама II написав безліч віршів у класичному стилі, включаючи цикл в жанрі «пісень веслярів», і короткі поеми, що відкривають вистава «Рамакієн».